# پوترو غربی
پوترو غربی (نام علمی: Grewia occidentalis) نام یک گونه از سرده پوترو است.